# Fillières
Pour l’article ayant un titre homophone, voir Fillière.
Fillières est une commune française située dans le département de Meurthe-et-Moselle en région Grand Est.

## Géographie

### Description
Le sud du territoire communal est tangenté par la ligne de Mohon à Thionville, mais la station de chemin de fer la plus proche est la gare d'Audun-le-Roman, desservie  par les trains TER Grand Est, qui effectuent des missions entre les gares de Longwy et de Metz-Ville.

### Communes limitrophes
Les communes limitrophes sont Bréhain-la-Ville, Errouville, Joppécourt, Morfontaine, Serrouville et Ville-au-Montois.
| Morfontaine      | Bréhain-la-Ville |             |
| Ville-au-Montois | Fillières        | Errouville  |
| Joppécourt       |                  | Serrouville |

### Hydrographie

#### Réseau hydrographique
La commune est dans le bassin versant de la Meuse au sein du bassin Rhin-Meuse. Elle est drainée par la Crusnes,.
La Crusnes, d'une longueur de 32 km, prend sa source dans la commune de Errouville et se jette  dans la Chiers à Longuyon, après avoir traversé douze communes.

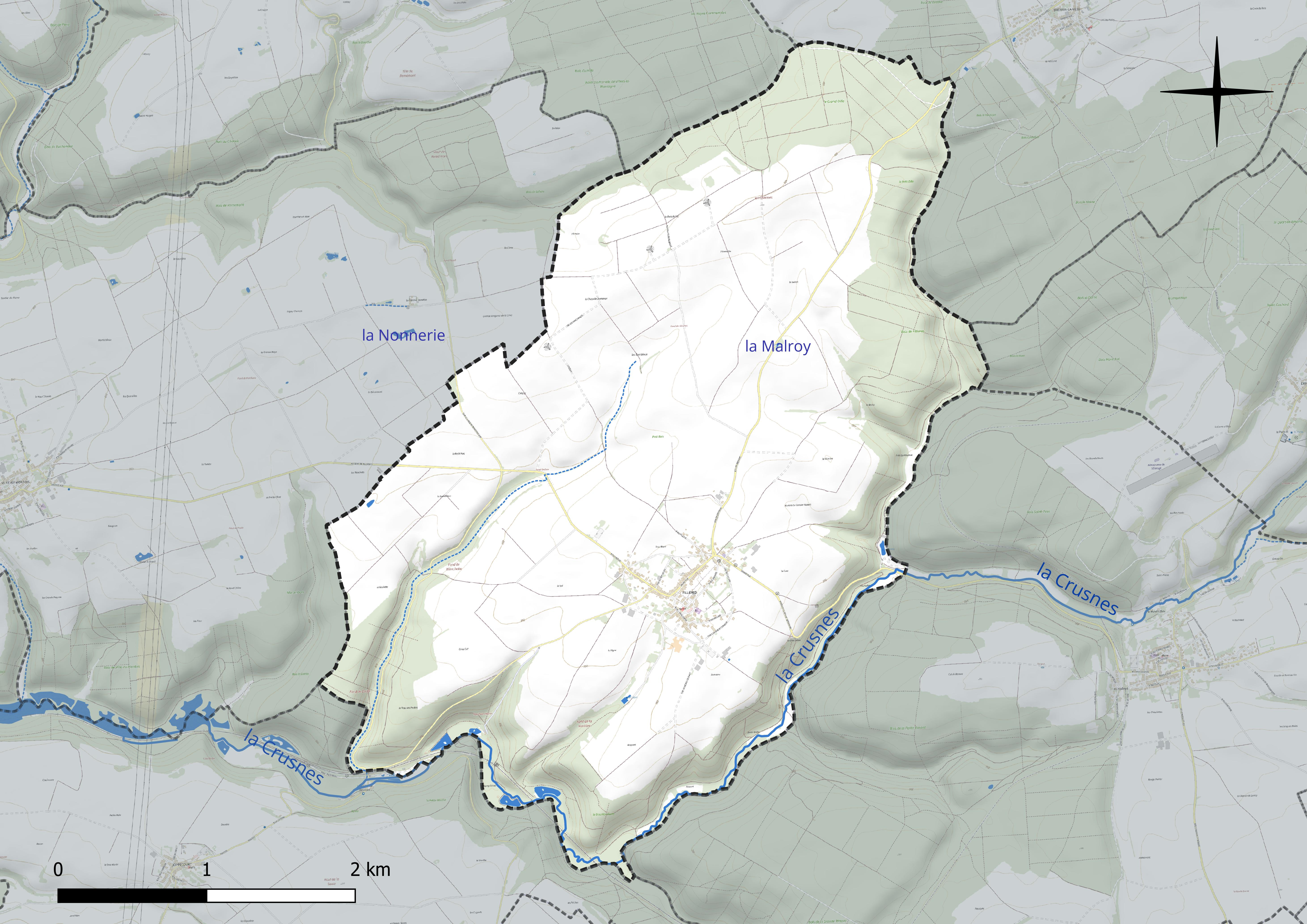
Réseau hydrographique de Fillières.

Un plan d'eau complète le réseau hydrographique : la Malroy (0 ha),.

#### Gestion et qualité des eaux
Le territoire communal est couvert par le schéma d'aménagement et de gestion des eaux (SAGE) « Bassin ferrifère ». Ce document de planification concerne le périmètre des anciennes galeries des mines de fer, des aquifères et des bassins versants hydrographiques associés qui s’étend sur 2 418 km2. Les bassins versants concernés sont celui de la Chiers en amont de la confluence avec l'Othain, et ses affluents (la Crusnes, la Pienne, l'Othain), celui de l'Orne et ses affluents et celui de la Fensch, le Veymerange, la Kiesel et les parties françaises du bassin versant de l'Alzette et de ses affluents (Kaylbach, ruisseau de Volmerange). Il a été approuvé le 27 mars 2015. La structure porteuse de l'élaboration et de la mise en œuvre est la région Grand Est.
La qualité des cours d’eau peut être consultée sur un site dédié géré par les agences de l’eau et l’Agence française pour la biodiversité.

### Climat
Pour des articles plus généraux, voir Climat du Grand Est et Climat de Meurthe-et-Moselle.
En 2010, le climat de la commune est de type climat de montagne, selon une étude du Centre national de la recherche scientifique s'appuyant sur une série de données couvrant la période 1971-2000. En 2020, Météo-France publie une typologie des climats de la France métropolitaine dans laquelle la commune est exposée à un climat semi-continental et est dans la région climatique Lorraine, plateau de Langres, Morvan, caractérisée par un hiver rude (1,5 °C), des vents modérés et des brouillards fréquents en automne et hiver.
Pour la période 1971-2000, la température annuelle moyenne est de 9 °C, avec une amplitude thermique annuelle de 16,4 °C. Le cumul annuel moyen de précipitations est de 876 mm, avec 13,1 jours de précipitations en janvier et 9,3 jours en juillet. Pour la période 1991-2020, la température moyenne annuelle observée sur la station météorologique de Météo-France la plus proche, « Villette », sur la commune de Villette à 23 km à vol d'oiseau, est de 10,1 °C et le cumul annuel moyen de précipitations est de 909,4 mm. 
La température maximale relevée sur cette station est de 39 °C, atteinte le 25 juillet 2019 ; la température minimale est de −14,8 °C, atteinte le 20 décembre 2009,,.
Les paramètres climatiques de la commune ont été estimés pour le milieu du siècle (2041-2070) selon différents scénarios d'émission de gaz à effet de serre à partir des nouvelles projections climatiques de référence DRIAS-2020. Ils sont consultables sur un site dédié publié par Météo-France en novembre 2022.

## Urbanisme

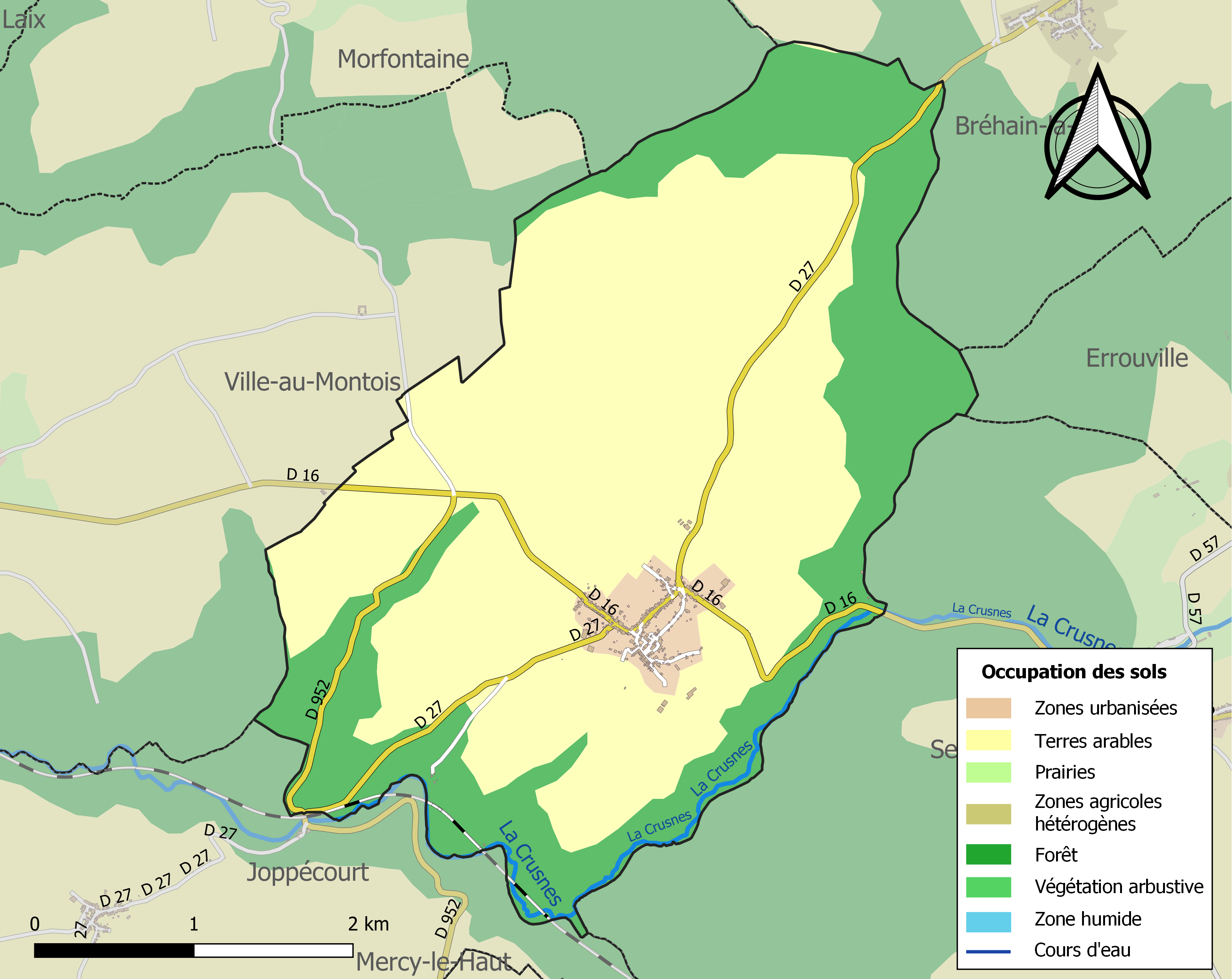
Carte des infrastructures et de l'occupation des sols de la commune en 2018 (CLC).

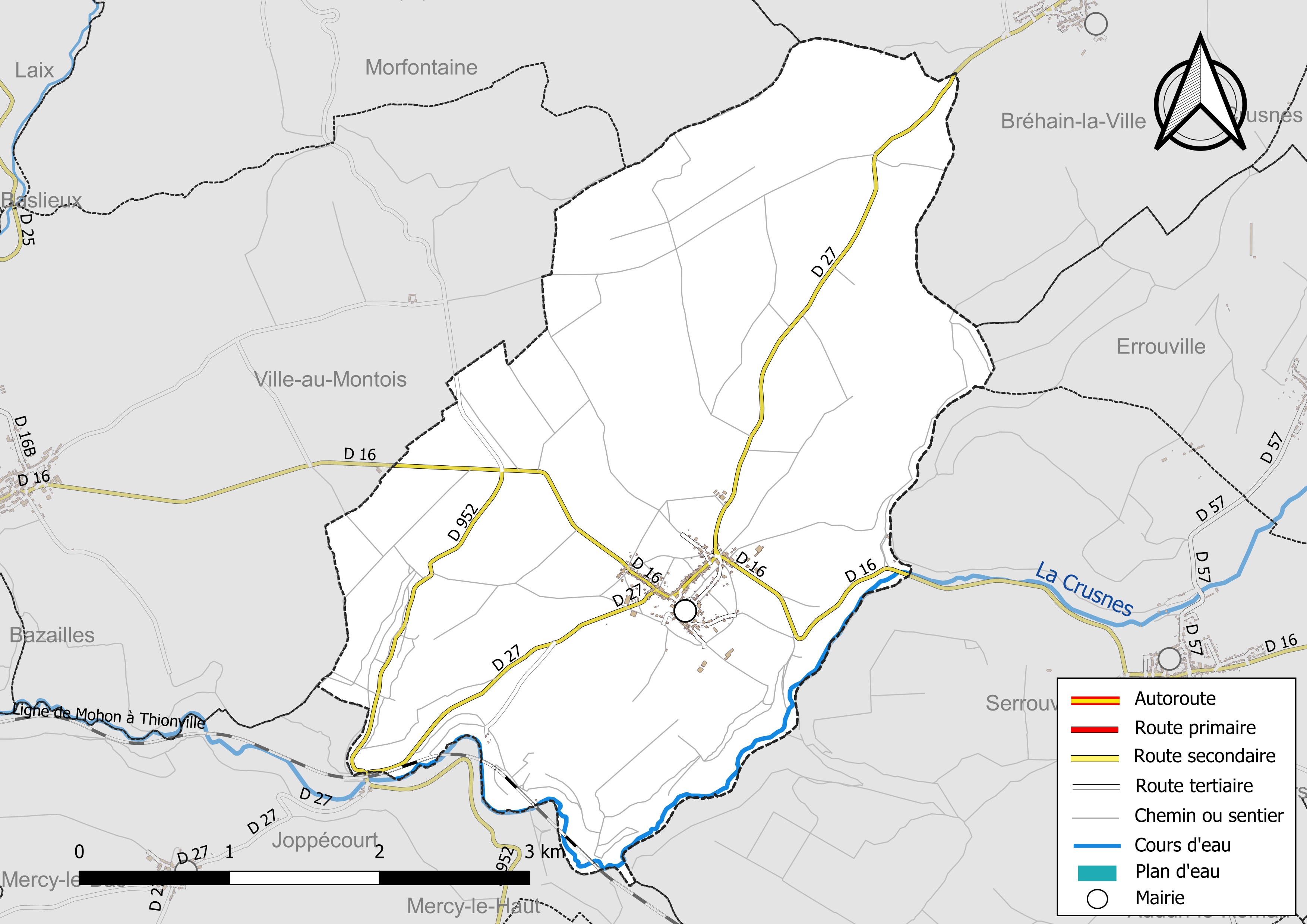
Carte hydrographique et des infrastructures de transport de la commune en 2022.

### Typologie
Au 1er janvier 2024, Fillières est catégorisée commune rurale à habitat dispersé, selon la nouvelle grille communale de densité à sept niveaux définie par l'Insee en 2022.
Elle est située hors unité urbaine. Par ailleurs la commune fait partie de l'aire d'attraction de Luxembourg (partie française), dont elle est une commune de la couronne,. Cette aire, qui regroupe 115 communes, est catégorisée dans les aires de 700 000 habitants ou plus (hors Paris),.

### Occupation des sols
L'occupation des sols de la commune, telle qu'elle ressort de la base de données européenne d’occupation biophysique des sols Corine Land Cover (CLC), est marquée par l'importance des territoires agricoles (64,5 % en 2018), en diminution par rapport à 1990 (65,6 %). La répartition détaillée en 2018 est la suivante :
terres arables (64,5 %), forêts (32,2 %), zones urbanisées (3,4 %). L'évolution de l’occupation des sols de la commune et de ses infrastructures peut être observée sur les différentes représentations cartographiques du territoire : la carte de Cassini (XVIIIe siècle), la carte d'état-major (1820-1866) et les cartes ou photos aériennes de l'IGN pour la période actuelle (1950 à aujourd'hui).

### Habitat et logement
En 2020, le nombre total de logements dans la commune était de 239, alors qu'il était de 230 en 2015 et de 201 en 2010.
Parmi ces logements, 86,9 % étaient des résidences principales, 2,5 % des résidences secondaires et 10,6 % des logements vacants. Ces logements étaient pour 81,3 % d'entre eux des maisons individuelles et pour 17,9 % des appartements.
Le tableau ci-dessous présente la typologie des logements à Fillières en 2020 en comparaison avec celle de Meurthe-et-Moselle et de la France entière. Une caractéristique marquante du parc de logements est ainsi une proportion de résidences secondaires et logements occasionnels (2,5 %) supérieure à celle du département (2,1 %) mais inférieure à celle de la France entière (9,7 %). Concernant le statut d'occupation de ces logements, 73,2 % des habitants de la commune sont propriétaires de leur logement (71,5 % en 2015), contre 57,3 % pour la Meurthe-et-Moselle et 57,5 pour la France entière.
| Typologie                                               | Fillières | Meurthe-et-Moselle | France entière |
| ------------------------------------------------------- | --------- | ------------------ | -------------- |
| Résidences principales (en %)                           | 86,9      | 88,6               | 82,1           |
| Résidences secondaires et logements occasionnels (en %) | 2,5       | 2,1                | 9,7            |
| Logements vacants (en %)                                | 10,6      | 9,3                | 8,2            |

## Toponymie
Le nom de la localité est attesté sous les formes Villa fidinis (634) ; Fidinis villa (636) ; Felière dou Matois (1266) ; Filliers (1538) ; Fillière au Mathois (1612) ; Fillières en Mathoi (1613) ; Fullière (XVIIe siècle) ; Filiaire (1682) ; Fillieriæ (1749) ; Fillières-sur-Crune (1779).

Le sobriquet des habitants était « les fagnats », probablement parce que les migrants ayant repeuplé la commune après la guerre de 30 ans étaient majoritairement originaires de Fagnes aujourd'hui en Belgique

## Histoire

### Ancien Régime
Fillières est un village de l'ancienne province du Barrois[réf. nécessaire].

### Époque contemporaine
Au début de la Première Guerre mondiale, de violents combats ont lieu à Fillières en août 1914 qui font 800 tués dans les troupes françaises.
Le 22 août 1914 l'armée impériale allemande exécute 10 civils et détruit 33 maisons, lors des atrocités allemandes commises au début de l'invasion. Parmi ces civils, on peut notamment citer Bourgeois Lucien, Humbert Félix, Lefondeur Paula, Drouet Jean-Baptiste, Ley Frédéric, Norroy Louis, Lallement Catherine, Vigneron Michel. Les deux premiers seront fusillés vers Aumetz avec une troupe d'hommes. L' unité mise en cause est la 9e DIR - division d'infanterie de réserve.
Alors que Fillières est libérée par les Américains le 19 novembre 1918, ceux-ci récidivent le 10 septembre 1944.

## Politique et administration

### Rattachements administratifs
La commune se trouve dans l'arrondissement de Briey du département de Meurthe-et-Moselle.
Elle faisait partie de 1801 à 1973  du canton de Longwy, année où elle intègre le canton de Villerupt. Dans le cadre du redécoupage cantonal de 2014 en France, cette circonscription administrative territoriale a disparu, et le canton n'est plus qu'une circonscription électorale.

### Rattachements électoraux
Pour les élections départementales, la commune fait partie depuis 2014 d'un nouveau canton de Villerupt porté à quatorze communes
Pour l'élection des députés, elle fait partie de la troisième circonscription de Meurthe-et-Moselle.

### Intercommunalité
La commune est membre de la communauté d'agglomération dénommée depuis 2021 Grand Longwy Agglomération, un établissement public de coopération intercommunale (EPCI) à fiscalité propre créé en 2017 sous le nom de communauté d'agglomération de Longwy par transformation de la  communauté de communes de l'Agglomération de Longwy  et auquel la commune  a adhéré en 2014 en lui transférant un certain nombre de ses compétences, dans les conditions déterminées par le code général des collectivités territoriales.
Cette communauté de commune avait elle-même été créée en 2002 par transformation d'un district constitué en 1960 et qui avait progressivement intégré d'autres communes.
La commune est également membre de l'Agglomération transfrontalière du pôle européen de développement.

### Liste des maires
| Période                                  | Période | Identité                 | Étiquette | Qualité |
| ---------------------------------------- | ------- | ------------------------ | --------- | ------- |
| Les données manquantes sont à compléter. |         |                          |           |         |
|                                          |         |                          |           |         |
| 1690                                     | 1710    | Mathias Didier           |           |         |
| 1710                                     | 1719    | Laurent Bourguignon      |           |         |
| 1719                                     | 1720    | Florentin Thouvenin      |           |         |
| 1720                                     | 1724    | Nicolas Simonin          |           |         |
| 1724                                     | 1763    | Jean Humilier            |           |         |
| 1763                                     | 1774    | Sébastien Adam           |           |         |
| 1774                                     | 1786    | Jean-Baptiste Bouguignon |           |         |
| 1786                                     | 1791    | Joseph Mutelet           |           |         |

| Période   | Période                   | Identité                           | Étiquette     | Qualité                                                                                      |
| --------- | ------------------------- | ---------------------------------- | ------------- | -------------------------------------------------------------------------------------------- |
| 1791      | 1792                      | Jean Thirion dit l'aîné            |               |                                                                                              |
| 1792      | 1794                      | Louis Gauche                       |               |                                                                                              |
| 1794      | 1802                      | Evrard Laine                       |               |                                                                                              |
| 1802      | 1812                      | Jean Thirion                       |               |                                                                                              |
| 1812      | 1836                      | Mathieu Clesse                     |               |                                                                                              |
| 1836      | 1846                      | Joseph Thirion                     |               |                                                                                              |
| 1846      | 1848                      | François Humbert                   |               |                                                                                              |
| 1848      | 1848                      | Joseph Thirion (Jean-Etienne Jean) |               | En fonction pendant trois mois                                                               |
| 1852      | 1867                      | François André                     |               |                                                                                              |
| 1867      | 1875                      | Jean-Baptiste Thirion              |               |                                                                                              |
| 1871      | 1875                      | Jean Rollin                        |               |                                                                                              |
| 1875      | 1879                      | Jean-Baptiste Thirion              |               |                                                                                              |
| 1879      | 1881                      | Jean-Pierre Rottier                |               |                                                                                              |
| 1881      | 1887                      | Jacques Benjamin Napoléon Baulier  |               |                                                                                              |
| 1887      | 1896                      | François Munier                    |               |                                                                                              |
| 1896      | 1919                      | Charles Noirjean                   |               |                                                                                              |
| 1919      | 1920                      | Louis Pellissier                   |               |                                                                                              |
| 1920      | 1945                      | Ernest Munier                      |               |                                                                                              |
| 1945      | 1977                      | René Thirion                       |               |                                                                                              |
| mars 1977 | juin 1995                 | Lucien Clausse                     |               |                                                                                              |
| juin 1995 | mars 2001                 | Jean-Marie Clesse                  |               |                                                                                              |
| mars 2001 | En cours (au 6 juin 2023) | Francis Herbays                    | Divers gauche | Attaché parlementaire, puis de conseiller de Christian Eckert Réélu pour le mandat 2020-2026 |

## Population et société

### Démographie
L'évolution du nombre d'habitants est connue à travers les recensements de la population effectués dans la commune depuis 1793. Pour les communes de moins de 10 000 habitants, une enquête de recensement portant sur toute la population est réalisée tous les cinq ans, les populations de référence des années intermédiaires étant quant à elles estimées par interpolation ou extrapolation. Pour la commune, le premier recensement exhaustif entrant dans le cadre du nouveau dispositif a été réalisé en 2007.

En 2022, la commune comptait 524 habitants, en évolution de +2,95 % par rapport à 2016 (Meurthe-et-Moselle : −0,13 %, France hors Mayotte : +2,11 %).
| 1793 | 1800 | 1806 | 1821 | 1836 | 1841 | 1861 | 1866 | 1872 |
| ---- | ---- | ---- | ---- | ---- | ---- | ---- | ---- | ---- |
| 540  | 548  | 589  | 756  | 750  | 775  | 769  | 759  | 699  |

| 1876 | 1881 | 1886 | 1891 | 1896 | 1901 | 1906 | 1911 | 1921 |
| ---- | ---- | ---- | ---- | ---- | ---- | ---- | ---- | ---- |
| 683  | 659  | 604  | 644  | 628  | 625  | 560  | 556  | 516  |

| 1926 | 1931 | 1936 | 1946 | 1954 | 1962 | 1968 | 1975 | 1982 |
| ---- | ---- | ---- | ---- | ---- | ---- | ---- | ---- | ---- |
| 506  | 485  | 487  | 510  | 542  | 516  | 452  | 427  | 395  |

| 1990 | 1999 | 2006 | 2007 | 2012 | 2017 | 2022 | - | - |
| ---- | ---- | ---- | ---- | ---- | ---- | ---- | - | - |
| 384  | 396  | 455  | 464  | 502  | 510  | 524  | - | - |

## Culture locale et patrimoine

### Lieux et monuments
- Le cimetière militaire français.

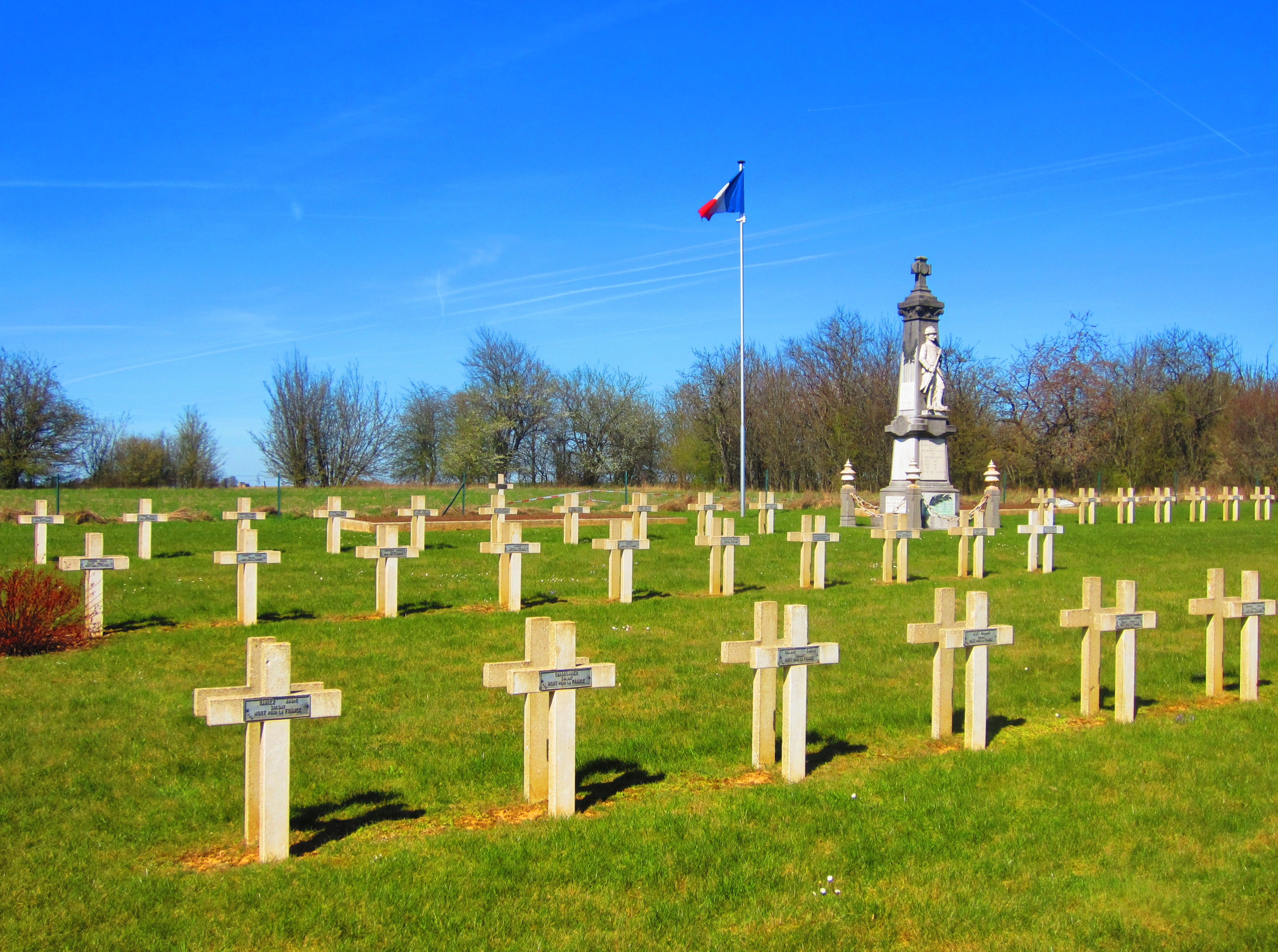
Le cimetière militaire français 1914-1918.

- Le monument dit « des Allemands » (1914-1918).
- L'église paroissiale Saint-Maurice reconstruite de 1832 (date portée) à 1835 en remplacement d'une église médiévale non documentée.
- La chapelle à Fillières. Appelée localement le Chani, c'est-à-dire le charnier, la chapelle a été reconstruite en 1824 (date portée) aux frais de Jean-Louis Lainé et son épouse Marie-Anne, pour remplacer l'ancien ossuaire paroissial. De nombreuses inscriptions funéraires et quelques monuments y ont été replacés au moment de la reconstruction de l'église et le tombeau des donateurs s'y trouve toujours.
- Le calvaire Belle-Croix élevé en 1688 (date portée). En 1982, le croisillon a été déposé et offert par son propriétaire au Musée municipal de Longwy. Une réplique a été faite en 1982 (date portée) par le sculpteur J. Giry.
- L'ancien couvent avec chapelle, aujourd'hui la mairie.

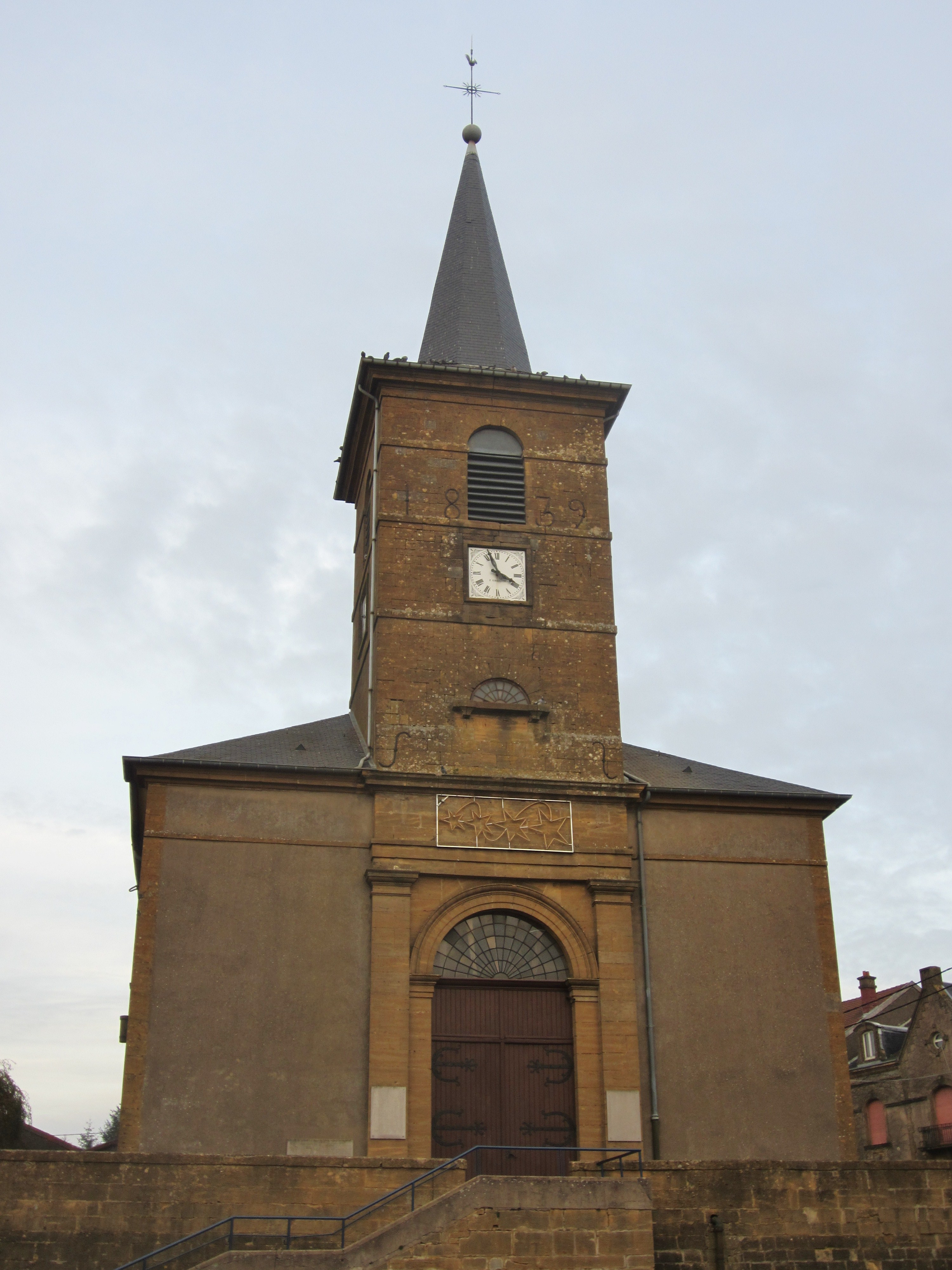
L'église Saint-Maurice.
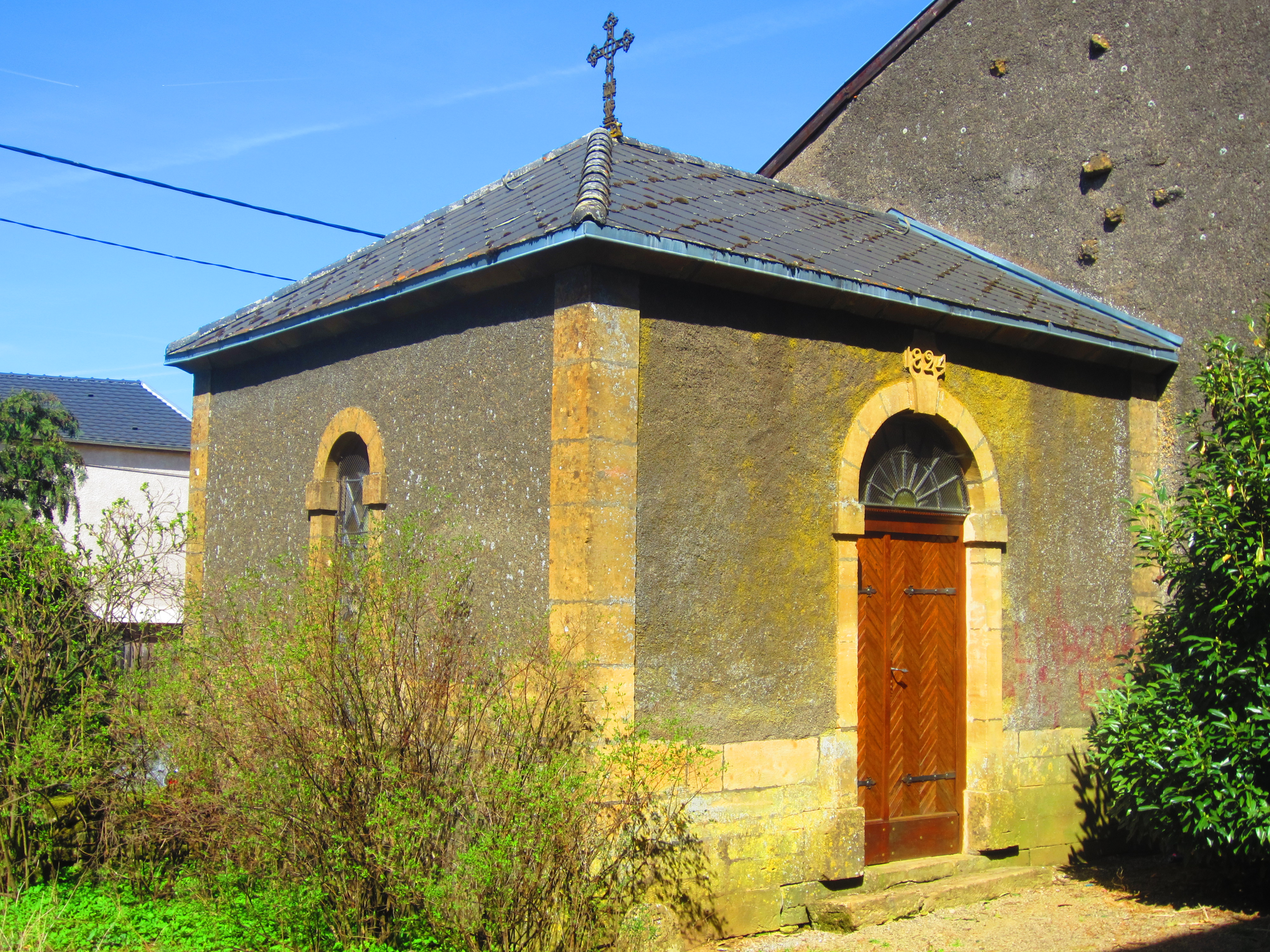
La chapelle dite le Chani.
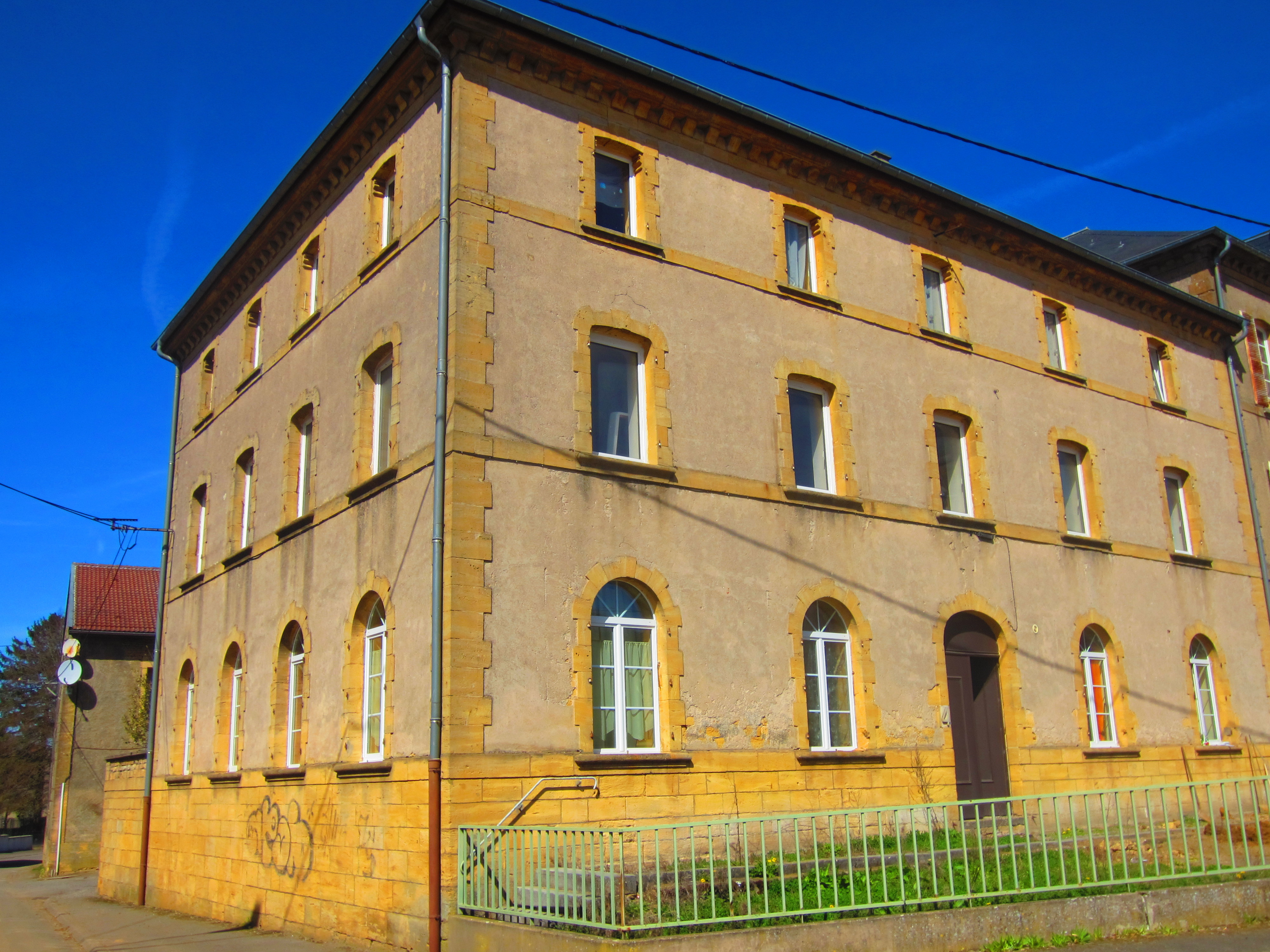
Une partie de l'ancien couvent.
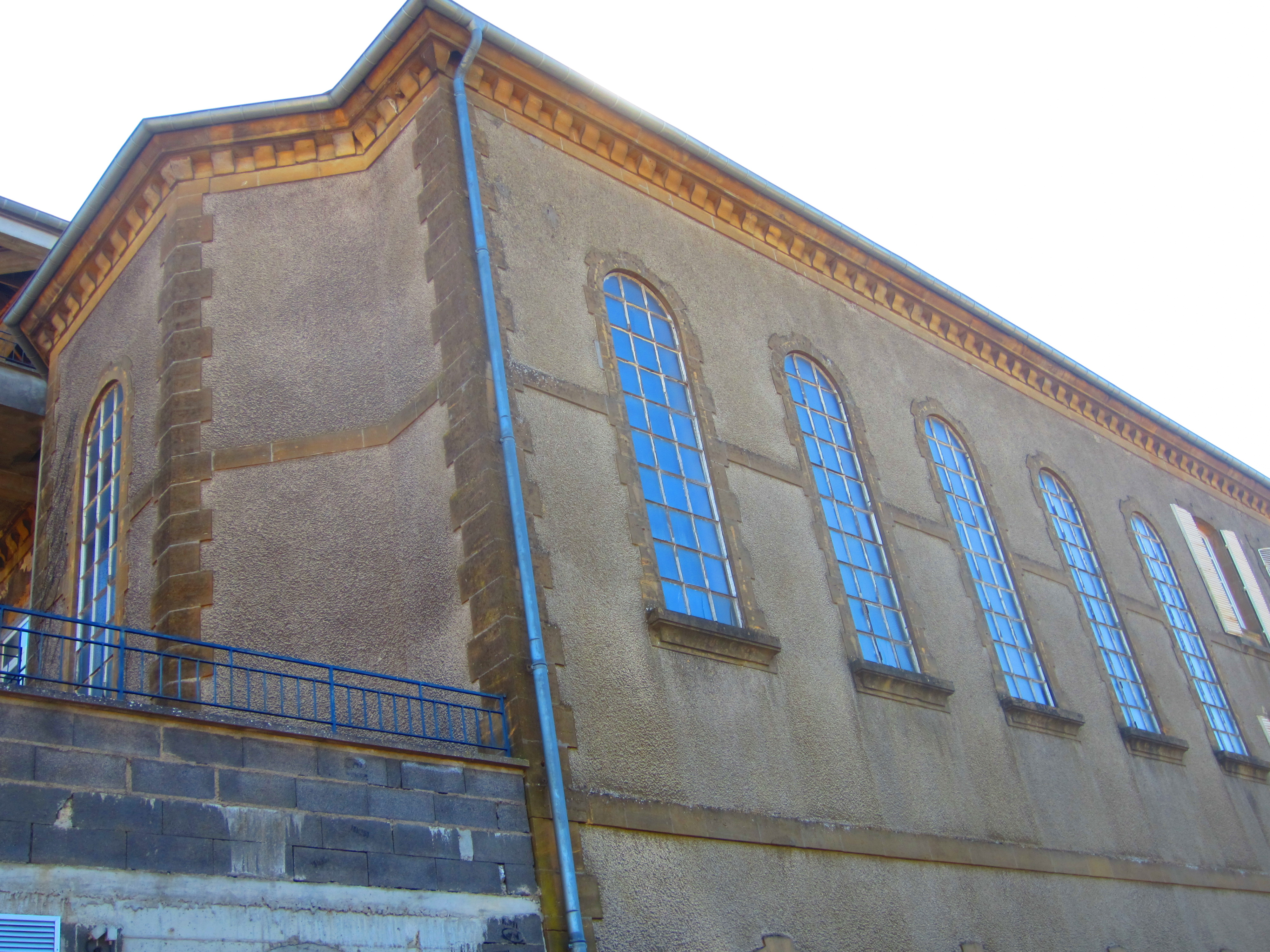
La chapelle de l'ancien couvent.

### Personnalités liées à la commune
- Alfred Lacourt (1876-1951), homme politique né à Fillières, député et maire de Villereau (Nord).

### Héraldique, logotype et devise
La commune de Fillières ne possède ni blason ni logo.
Les habitants de Fillières ont pour sobriquet les fagnats probablement parce que les migrants ayant repeuplé la Commune après la guerre de 30 ans étaient majoritairement originaires de Fagnes aujourd'hui en Belgique.